# Irska vaterpolska reprezentacija
Irska vaterpolska reprezentacija predstavlja državu Irsku u športu vaterpolu.

## Nastupi na velikim natjecanjima

### Olimpijske igre
- 1924.: četvrtzavršnica
- 1928.: osmina završnice

### Europska prvenstva
- 1966.: 15. mjesto
- 1970.: 15. mjesto

### Razvojni trofej FINA-e
- 2019.: 4. mjesto